# آي شود بي سو لوكي
«آي شود بي سو لوكي» هي أغنية بوب راقصة للفنانة الأسترالية كايلي مينوغ من ألبومها الأول كايلي. تعد أول أغنية تتصدر المركز الأول لمينوغ في المملكة المتحدة. تم إنتاجها بواسطة فريق ستوك وأيتكن ووترمان الذي أنتج أغان كثيرة توجت بالنجاح.
أصدرت كثاني أغنية منفردة من الألبوم في أستراليا بعد «لوكوموشن» والأولى في المملكة المتحدة.

## حول الأغنية

### التسجيل
بعد النجاح الساحق لأغنية «لوكوموشن» في موطنها الأصلي أستراليا، قررت مينوغ التوجه نحو المملكة المتحدة للتعاون مع منتجين وملحنين عالميين للحصول على المزيد من الشهرة والتقدم في مسيرتها الفنية التي بدأتها بالتمثيل في مسلسل «نيبورز». تم الاتفاق بين الطرفين على موعد معين لوصول مينوغ للعمل على أول أغنية للانتهاء منها بسرعة فور وصول مينوغ إلى العاصمة البريطانيالندن لكن الفاجعة كانت نسيان فريق ستوك، أيتكن ووترمان لموعد وصول كايلي نظراً لأنها كانت حينها فنانة ليس لها أي شهرة واصفين إياها بالطفلة الضعيفة. اضطر الفريق لطرد كايلي لبضع لحظات لحين الانتهاء من كتابة الأغنية التي كان من المقرر إنتاجها وكانت الأعجوبة أنهم انتهوا منها خلال 40 دقيقة فقط عندما كتب الفريق الأغنية، كان تركيز مايك ستوك - العضو الأهم في الفريق - هو أن يرسم الأغنية بشكل صحيح على شخصية كايلي مينوغ بحيث تتناسب الكلمات مع الشخصية وذلك حسب ما سمع عن مينوغ قبل وصولها إلى الإستديو كما اعتقد مايك أنه مادامت كايلي قد حصدت نجاح في موطنها في التمثيل ومادامت قد حصلت على الكثير من المعجبين يجب أن تكون تعاني في الحب وغير محظوظة وهذا ماتشير إليه كلمات الأغنية.

### فيديو كليب

كايلي في الفيديو

في الأغنية المصورة لـ«آي شود بي سو لوكي» تظهر مينوغ بحلة فرحة وطفولية نوعاً ما ومع هذا كان نجاح الفيديو ساحق في المملكة المتحدة حيث اقتحمت كايلي السوق لأسابيع عدة. يحتوي الفيديو على مشاهد لكايلي بالشعر المجعد كما اعتاد عليها الجمهور في بداية مشوارها هذا إضافة إلى الشعر الناعم ذو الغرة حيث ترقص كايلي بالفستان الأسود والخلفية السوداء التي كتب عليها "I Luv You" أي "I Love You". تم تصوير الفيديو في استديوهات "Channel 7" بواسطة المخرج الأسترالي Chris Langman في عام 1987 وتم التصوير في مدينة ملبورن مسقط رأس مينوغ. في المملكة المتحدة، تم عرض الفيديو في شهر يناير لعام 1988.

### الأداء في السباقات
دخلت «آي شود بي سو لوكي» السباق البريطاني في 9 يناير 1988 في مركز متدني جداً هو 90 مما جعل الجميع يسخر مينوغ متوقعاً أنها لن تستطيع دخول السوق البريطانية لكن نتائج الأسبوع التالي كان عكس التوقعات حيث حصدت مينوغ المركز الأول وليس لأسبوع واحد فقط بل بقيت في ذلك المركز خمسة أسابيع مما جعل «آي شود بي سو لوكي» أول أغنية تبقى لهذا القدر من الأسابيع منذ عشر سنوات ذلك الوقت.

## الصيغ وقائمة الأغاني
هذه القوائم التي طرحت بها أغنية «آي شود بي سو لوكي» في مختلف أنحاء العالم:
- نسخة الأسطوانة الأوروبية

1. "I Should Be So Lucky" – 3:24
2. "I Should Be So Lucky" (موسيقى) – 3:24

- الأسطوانة الأمريكية

1. "I Should Be So Lucky" (المكس المطول) – 6:08
2. "I Should Be So Lucky" (ريكس بيسنتنيال) – 6:12
3. "I Should Be So Lucky" (موسيقى) – 3:24

- السيدي الآسيوي

1. "I Should Be So Lucky" (المكس المطول) – 6:08
2. «Got to Be Certain» (المكس المطول) – 6:36

## نتائج السباقات
| السباق (1988)    | المركز |
| ---------------- | ------ |
| أستراليا         | 1      |
| النمسا           | 4      |
| فرنسا            | 4      |
| ألمانيا          | 1      |
| هونغ كونغ        | 1      |
| إسرائيل          | 1      |
| إيطاليا          | 1      |
| اليابان          | 1      |
| النرويج          | 5      |
| السويد           | 13     |
| جنوب أفريقيا     | 1      |
| سويسرا           | 1      |
| المملكة المتحدة  | 1      |
| إيرلندا          | 1      |
| الولايات المتحدة | 28     |

## المنفذين
هذه قائمة بأسماء الأشخاص الذين نفذوا أغنية «آي شود بي سو لوكي»:
- كايلي مينوغ: الصوت الأساسي
- دي لويس وماي ماككينا: الأصوات الخلفية
- مايك ستوك: أصوات خلفية ولعب الكيبورد
- مات أيتكن: لعب الكيبورد والإيتار
- ماك ماكغواير: مهندس الصوت
- بيت هيموند: المكساج